# Arondismentul Carcassonne
Arondismentul Carcassonne (în franceză Arrondissement de Carcassonne) este un arondisment din departamentul Aude, regiunea Languedoc-Roussillon, Franța.

## Subdiviziuni

### Cantoane
- Cantonul Alzonne
- Cantonul Belpech
- Cantonul Capendu
- Cantonul Carcassonne-Centre
- Cantonul Carcassonne-Est
- Cantonul Carcassonne-Nord
- Cantonul Carcassonne-Sud
- Cantonul Castelnaudary-Nord
- Cantonul Castelnaudary-Sud
- Cantonul Conques-sur-Orbiel
- Cantonul Fanjeaux
- Cantonul Lagrasse
- Cantonul Mas-Cabardès
- Cantonul Montréal
- Cantonul Mouthoumet
- Cantonul Peyriac-Minervois
- Cantonul Saissac
- Cantonul Salles-sur-l'Hers

### Comune
| 1. Aigues-Vives (11001)              | 2. Airoux (11002)                   | 3. Alairac (11005)                   | 4. Albières (11007)                 |
| 5. Alzonne (11009)                   | 6. Aragon (11011)                   | 7. Arquettes-en-Val (11016)          | 8. Arzens (11018)                   |
| 9. Auriac (11020)                    | 10. Azille (11022)                  | 11. Badens (11023)                   | 12. Bagnoles (11025)                |
| 13. Baraigne (11026)                 | 14. Barbaira (11027)                | 15. Belflou (11030)                  | 16. Belpech (11033)                 |
| 17. Berriac (11037)                  | 18. Blomac (11042)                  | 19. Bouilhonnac (11043)              | 20. Bouisse (11044)                 |
| 21. Bram (11049)                     | 22. Brousses-et-Villaret (11052)    | 23. Les Brunels (11054)              | 24. Cabrespine (11056)              |
| 25. Cahuzac (11057)                  | 26. Capendu (11068)                 | 27. Carcasona (11069)                | 28. Carlipa (11070)                 |
| 29. La Cassaigne (11072)             | 30. Les Cassés (11074)              | 31. Castans (11075)                  | 32. Castelnaudary (11076)           |
| 33. Caudebronde (11079)              | 34. Caunes-Minervois (11081)        | 35. Caunettes-en-Val (11083)         | 36. Caux-et-Sauzens (11084)         |
| 37. Cavanac (11085)                  | 38. Cazalrenoux (11087)             | 39. Cazilhac (11088)                 | 40. Cenne-Monestiés (11089)         |
| 41. Citou (11092)                    | 42. Comigne (11095)                 | 43. Conques-sur-Orbiel (11099)       | 44. Couffoulens (11102)             |
| 45. Cumiès (11114)                   | 46. Cuxac-Cabardès (11115)          | 47. Davejean (11117)                 | 48. Dernacueillette (11118)         |
| 49. Douzens (11122)                  | 50. Fajac-en-Val (11133)            | 51. Fajac-la-Relenque (11134)        | 52. Fanjeaux (11136)                |
| 53. Fendeille (11138)                | 54. Floure (11146)                  | 55. Fonters-du-Razès (11149)         | 56. Fontiers-Cabardès (11150)       |
| 57. Fontiès-d'Aude (11151)           | 58. La Force (11153)                | 59. Fournes-Cabardès (11154)         | 60. Fraisse-Cabardès (11156)        |
| 61. Félines-Termenès (11137)         | 62. Gaja-la-Selve (11159)           | 63. Generville (11162)               | 64. Gourvieille (11166)             |
| 65. Les Ilhes (11174)                | 66. Issel (11175)                   | 67. Labastide-Esparbairenque (11180) | 68. Labastide-d'Anjou (11178)       |
| 69. Labastide-en-Val (11179)         | 70. Labécède-Lauragais (11181)      | 71. Lacombe (11182)                  | 72. Lafage (11184)                  |
| 73. Lagrasse (11185)                 | 74. Lairière (11186)                | 75. Lanet (11187)                    | 76. Laprade (11189)                 |
| 77. Laroque-de-Fa (11191)            | 78. Lasbordes (11192)               | 79. Lastours (11194)                 | 80. Laurabuc (11195)                |
| 81. Laurac (11196)                   | 82. Laure-Minervois (11198)         | 83. Lavalette (11199)                | 84. Lespinassière (11200)           |
| 85. Leuc (11201)                     | 86. Limousis (11205)                | 87. La Louvière-Lauragais (11208)    | 88. Malves-en-Minervois (11215)     |
| 89. Marquein (11218)                 | 90. Marseillette (11220)            | 91. Les Martys (11221)               | 92. Mas-Cabardès (11222)            |
| 93. Mas-Saintes-Puelles (11225)      | 94. Mas-des-Cours (11223)           | 95. Massac (11224)                   | 96. Mayreville (11226)              |
| 97. Mayronnes (11227)                | 98. Miraval-Cabardes (11232)        | 99. Mireval-Lauragais (11234)        | 100. Molandier (11236)              |
| 101. Molleville (11238)              | 102. Montauriol (11239)             | 103. Montclar (11242)                | 104. Montferrand (11243)            |
| 105. Montirat (11248)                | 106. Montjoi (11250)                | 107. Montlaur (11251)                | 108. Montmaur (11252)               |
| 109. Montolieu (11253)               | 110. Montréal (11254)               | 111. Monze (11257)                   | 112. Moussoulens (11259)            |
| 113. Mouthoumet (11260)              | 114. Moux (11261)                   | 115. Mézerville (11231)              | 116. Orsans (11268)                 |
| 117. Palairac (11271)                | 118. Palaja (11272)                 | 119. Payra-sur-l'Hers (11275)        | 120. Pech-Luna (11278)              |
| 121. Pennautier (11279)              | 122. Pexiora (11281)                | 123. Peyrefitte-sur-l'Hers (11283)   | 124. Peyrens (11284)                |
| 125. Peyriac-Minervois (11286)       | 126. Pezens (11288)                 | 127. Plaigne (11290)                 | 128. Plavilla (11291)               |
| 129. La Pomarède (11292)             | 130. Pradelles-Cabardès (11297)     | 131. Pradelles-en-Val (11298)        | 132. Preixan (11299)                |
| 133. Puginier (11300)                | 134. Puichéric (11301)              | 135. Pécharic-et-le-Py (11277)       | 136. Pépieux (11280)                |
| 137. Raissac-sur-Lampy (11308)       | 138. La Redorte (11190)             | 139. Ribaute (11311)                 | 140. Ribouisse (11312)              |
| 141. Ricaud (11313)                  | 142. Rieux-Minervois (11315)        | 143. Rieux-en-Val (11314)            | 144. Roquecourbe-Minervois (11318)  |
| 145. Roquefère (11319)               | 146. Rouffiac-d'Aude (11325)        | 147. Roullens (11327)                | 148. Rustiques (11330)              |
| 149. Saint-Amans (11331)             | 150. Saint-Couat-d'Aude (11337)     | 151. Saint-Denis (11339)             | 152. Saint-Frichoux (11342)         |
| 153. Saint-Gaudéric (11343)          | 154. Saint-Julien-de-Briola (11348) | 155. Saint-Martin-Lalande (11356)    | 156. Saint-Martin-des-Puits (11354) |
| 157. Saint-Martin-le-Vieil (11357)   | 158. Saint-Michel-de-Lanès (11359)  | 159. Saint-Papoul (11361)            | 160. Saint-Paulet (11362)           |
| 161. Saint-Pierre-des-Champs (11363) | 162. Saint-Sernin (11365)           | 163. Sainte-Camelle (11334)          | 164. Sainte-Eulalie (11340)         |
| 165. Saissac (11367)                 | 166. Salles-sur-l'Hers (11371)      | 167. Sallèles-Cabardès (11368)       | 168. Salsigne (11372)               |
| 169. Salza (11374)                   | 170. Serviès-en-Val (11378)         | 171. Souilhanels (11382)             | 172. Souilhe (11383)                |
| 173. Soulatgé (11384)                | 174. Soupex (11385)                 | 175. Talairan (11386)                | 176. Taurize (11387)                |
| 177. Termes (11388)                  | 178. La Tourette-Cabardès (11391)   | 179. Tournissan (11392)              | 180. Trassanel (11395)              |
| 181. Trausse (11396)                 | 182. Trèbes (11397)                 | 183. Tréville (11399)                | 184. Ventenac-Cabardès (11404)      |
| 185. Verdun-en-Lauragais (11407)     | 186. Vignevieille (11409)           | 187. Villalier (11410)               | 188. Villanière (11411)             |
| 189. Villar-en-Val (11414)           | 190. Villardonnel (11413)           | 191. Villarzel-Cabardès (11416)      | 192. Villasavary (11418)            |
| 193. Villautou (11419)               | 194. Villedubert (11422)            | 195. Villegailhenc (11425)           | 196. Villegly (11426)               |
| 197. Villemagne (11428)              | 198. Villemoustaussou (11429)       | 199. Villeneuve-Minervois (11433)    | 200. Villeneuve-la-Comptal (11430)  |
| 201. Villeneuve-lès-Montréal (11432) | 202. Villepinte (11434)             | 203. Villerouge-Termenès (11435)     | 204. Villesiscle (11438)            |
| 205. Villespy (11439)                | 206. Villesèquelande (11437)        | 207. Villetritouls (11440)           |                                     |